# Saint Charles (Idaho)
Pour les articles homonymes, voir Saint-Charles.
Saint Charles est une ville située dans le comté de Bear Lake, sur la rive nord du lac Bear, dans l’État de l’Idaho, aux États-Unis. Elle comptait 156 habitants lors du recensement de 2000. Coordonnées géographiques : 42° 06′ 45″ N, 111° 23′ 24″ O.

## Personnalité liée à la ville
Gutzon Borglum est né à Saint Charles le 25 mars 1867.

## Source
- (en) Cet article est partiellement ou en totalité issu de l’article de Wikipédia en anglais intitulé « St. Charles, Idaho » (voir la liste des auteurs).